# 劉堯卿
劉堯卿（1533年—？），字宗舜，號忠菴、又号两河，直隸保定府清苑縣人，民籍，明朝政治人物。

## 生平
嘉靖三十一年（1552年）壬子科順天府鄉試第九十一名舉人。嘉靖四十四年（1565年）中式乙丑科會試第三百七十七名，三甲第五十名進士。通政司观政，本年六月授山西高平縣知縣。隆慶二年（1568年）九月考选，擔任雲南道監察御史，巡按甘肃。六年七月差巡按浙江。萬曆元年（1573年）正月养病。二年五月復除河南道御史，六月差巡按河南。四年四月降调袁州府推官，五年六月升曹州知州，六年二月升東昌府同知，七年二月升户部郎中，九年十月升陕西副使，十三年十一月降湖广參議，分守衡永道，十五年二月升四川按察司副使，十六年三月丁忧。十八年二月补浙江副使，二十年二月官至浙江參政，致仕歸。文笔出众，曾修撰县志。

## 家族
曾祖劉旺；祖父劉琦；父劉海潮，散官。母李氏。弟禹卿、文卿，俱庠生；武卿（监生）。